# Sierra Köroğlu
La sierra Köroğlu (en turco: Köroğlu Dağları) es una cordillera ubicada en el norte/noroeste de Turquía, al norte de Ankara. Está situada junto a la falla del Norte de Anatolia (Kuzey Anadolu Fay Hattı) y al mar Negro y se extiende por las provincias de Bolu, Çankırı y Çorum. Los límites de la sierra son los ríos Sakarya al oeste y Kizil Irmak, al este.
El sitio más alto, ubicado al sur de Bolu, es una formación andesítica de gran belleza natural, constituida por una meseta poco poblada donde se erige la cumbre más alta de la cordillera, Köroğlu Tepesi, con 2.378 m de altitud. La localidad tiene florestas de abetos y pinos, extensas praderas de verano y pintorescas yaylas (rincones de montaña con cabañas alpinas). Recientemente fueron abiertas dos estaciones de esquí cercanas a la montaña Köroğlu Tepesi: Kartalkaya y Sarialan, con altitudes entre 1.900 m y 2.350 m.